# Soleichthys heterorhinos
Soleichthys heterorhinos es una especie de pez de la familia Soleidae en el orden de los Pleuronectiformes.

## Costumbres
Es más activo por las noches.

## Distribución geográfica
Se encuentra en las  costas del este del Océano Índico y al oeste del Pacífico (desde la India hasta Samoa, sur de Japón y Nueva Gales del Sur en Australia ).